# ロミタン
ロミタン (ラテン文字:Romitan、ウズベク語: Romitan / Ромитан、ロシア語: Ромитан) はウズベキスタン・ブハラ州の都市である。州都のブハラからは北に約17kmの位置にある。2012年の人口は14,322人となっている。

## 概要
1981年に都市として設立された。街のサッカークラブとして、ウズベク・リーグ2部に所属するFCロミタンがある。

## 交通
アジアハイウェイのA380が街を通過している。